# Il bacio (Rodin)
Il bacio (Le Baiser) è un gruppo scultoreo di Auguste Rodin del quale esistono varie versioni.

## Storia
Nel 1880, lo Stato commissiona ad Auguste Rodin una porta decorativa dedicata alla Divina Commedia di Dante: compaiono già nei primi progetti Il pensatore, Ugolino e Paolo e Francesca. La coppia evocata nel V canto dell'Inferno è quella formata da Paolo Malatesta e Francesca da Rimini, colpevoli di un amore che ne causa la morte e la dannazione (Sanders 1975, pp. 169-177), tema prediletto dai romantici.
Il primo abbozzo della coppia era una voluta sul battente sinistro della Porta, di fronte a Ugolino sul battente destro: eliminato nel 1887, è sostituito da una variante di Paolo e Francesca intensamente drammatica. Nello stesso anno Rodin espone per la prima volta a Parigi alla galleria Georges Petit, poi a Bruxelles il gruppo del Bacio, commissionato dallo Stato nel 1888 in marmo, per comparire all'Esposizione universale del 1889. Per realizzarlo in una dimensione doppia rispetto al modello in gesso viene scelto Jean Turcan, che in primavera lascia il gruppo non finito (il che spiega la presenza di segni di riferimento sul blocco di marmo e la mancanza di firma); il gesso è presentato a Chicago nel 1893 (dove provoca uno scandalo), poi il marmo, esposto a Parigi al Salon de Mai del 1898, entra al museo del Lussemburgo il 18 febbraio 1901 (Lux. 132) e al museo Rodin nel 1918 (S. 1002).

## Analisi iconologica

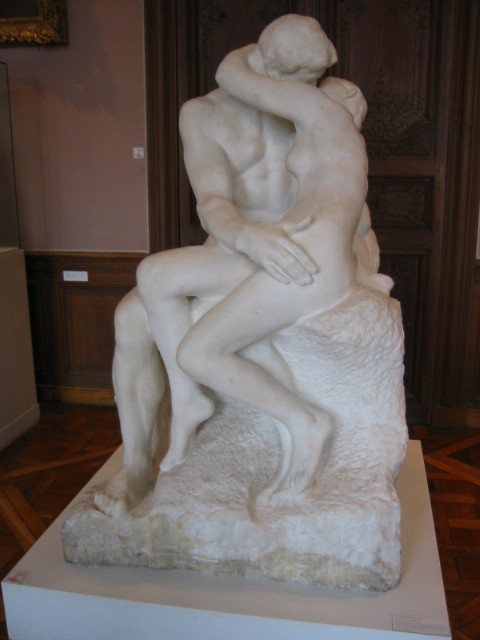
La versione in marmo al museo Rodin.

Il bacio in marmo, detto anche La fede o L'amore profondo come i sepolcri o Francesca da Rimini o Paolo e Francesca è del 1882 circa, sbozzato da Jean Turcan (misure 181,5 x 112,3 x 117 cm). La copia al Museo Rodin di Parigi non è firmata né datata (S. 1002/ Lux. 132. Bibliografia; Sanders 1975, pp. 169-177). Inizialmente intitolata Francesca da Rimini, l'opera raffigura l'unione tra Paolo e Francesca, narrata nel V Canto della Divina Commedia di Dante e per questo doveva essere inserita nel battente sinistro della Porta dell'inferno. Rodin decide poi di non inserirla perché la tematica della passione così rappresentata si integrava poco con la drammaticità della Porta e perché quest'opera ha una propria indipendenza che mal si integra con le altre figure del battente.
Secondo alcuni, la giovane studentessa di disegno Camille Claudel, divenuta poi amante di Rodin, è stata ritratta nella figura di Francesca. Tuttavia, il modello originale è databile 1882, mentre la giovane scultrice entra nello studio di Rodin nel 1884, dunque pare impossibile si possa riferire a lei la dedica iconografica, per altro non supportata da alcuna documentazione. Resta tuttavia nell'immaginario collettivo e negli articoli di molti giornalisti questo riferimento erroneo.
Il corpo di Paolo, in squadra, come un perno, è come esitante, mentre l'arabesco del corpo di Francesca si dispiega intorno a quello dell'amante. La lavorazione della roccia poco riquadrata, segnata dalle tracce di punta e di gradina, contrasta con la levigatura luminosa dei due corpi; l'ambiguità colora la trasparenza ingannevole di questo istante di felicità pura, “chiarezza accecante” di una seduzione satanica, che causa una caduta immediata. La cattura della luce da parte del marmo, legata alla scena rappresentata, induce questo doppio registro e spiega la vastità dello scandalo suscitato dalla scultura. La semplice nudità del gruppo ebbe grande risonanza, anche se Rodin dichiarava che in essa non vi era alcuna innovazione. Il bacio, composizione triangolare fatta per essere vista da ogni lato, non ha per nulla una forma azzardata, ma rispecchia standard classici corrispondenti alle figure atletiche degli anni 1881-1882, molto influenzate da Michelangelo.

## Versioni
Esistono altri due marmi del Bacio: uno, commissionato da Edward Perry Warren ed eseguito da Rigaud tra il 1900 e il 1904, è a Londra, alla Tate Gallery; l'altro, ordinato da Carl Jacobsen, e scolpito da Emmanuel Dolivet nel 1902, si trova a Copenaghen alla Ny Carlsberg Glyptotek. Una copia postuma è infine a Filadelfia e si deve a Henri-Léon Gréber. Di fronte al successo straordinario del gruppo, la società Barbedienne firma nel 1898 un contratto ventennale con Rodin e diffonde molte versioni in bronzo del Bacio in quattro misure; anche la società Rudier fonde il soggetto secondo il modello originale o in base a quello in marmo. Nella versione finale, Rodin mostra la coppia appena prima del bacio, nuda e seduta su una roccia. Esistono poi altre copie, come quella nei giardini delle Tuileries di Parigi.

## Galleria d'immagini

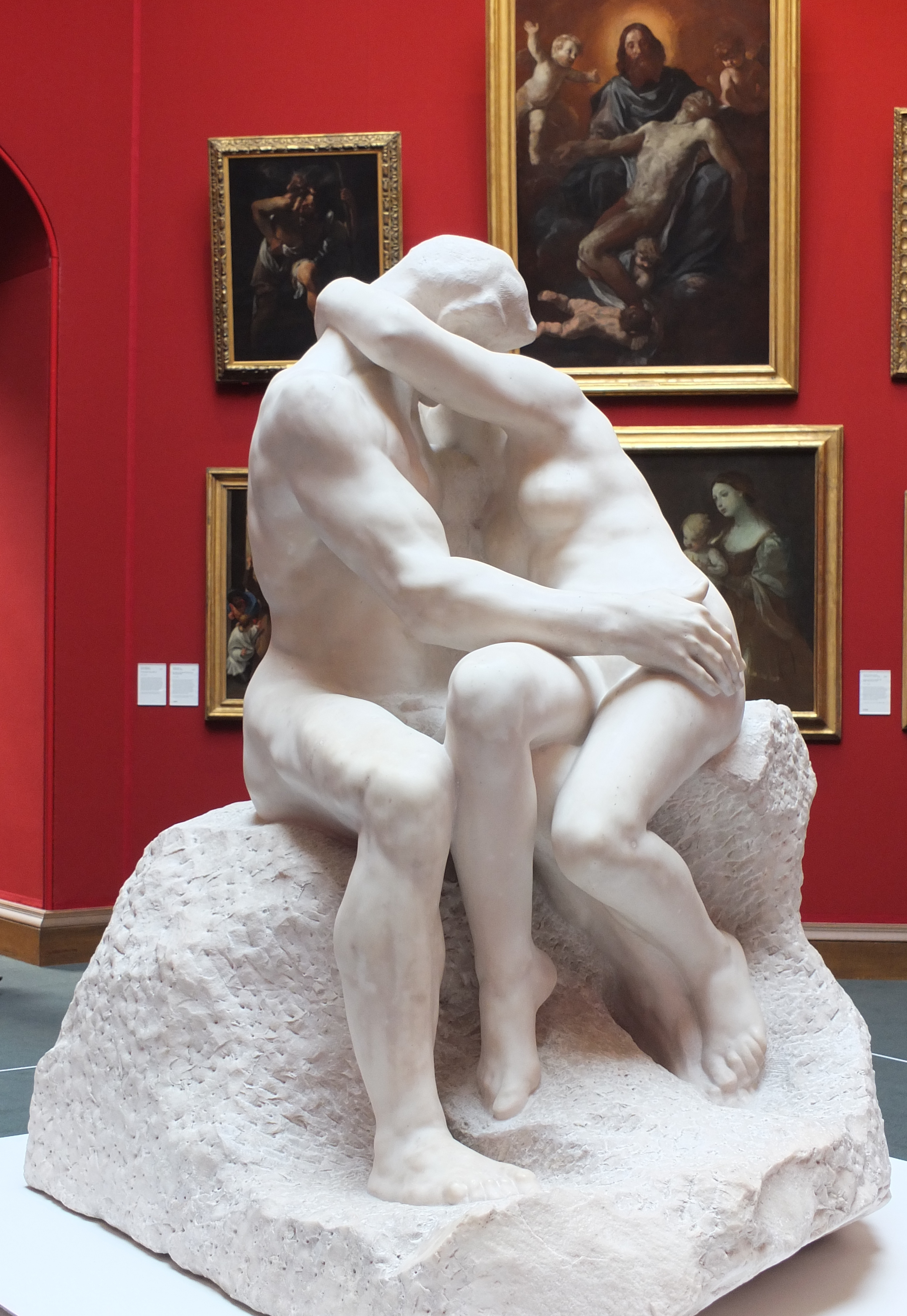
La versione in marmo della Tate Gallery (qui esposta a Edimburgo).
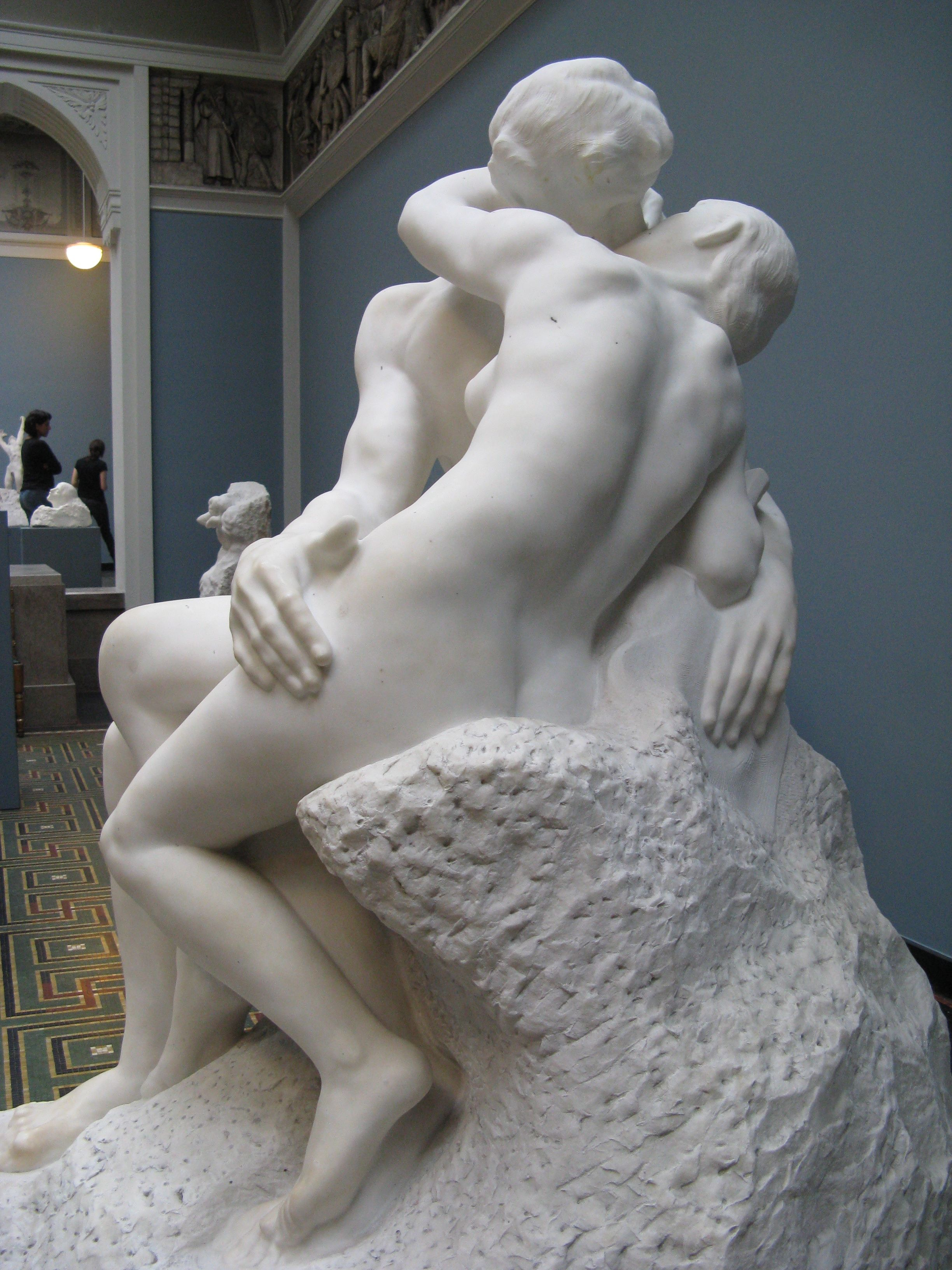
La versione in marmo alla gliptoteca di Copenaghen.
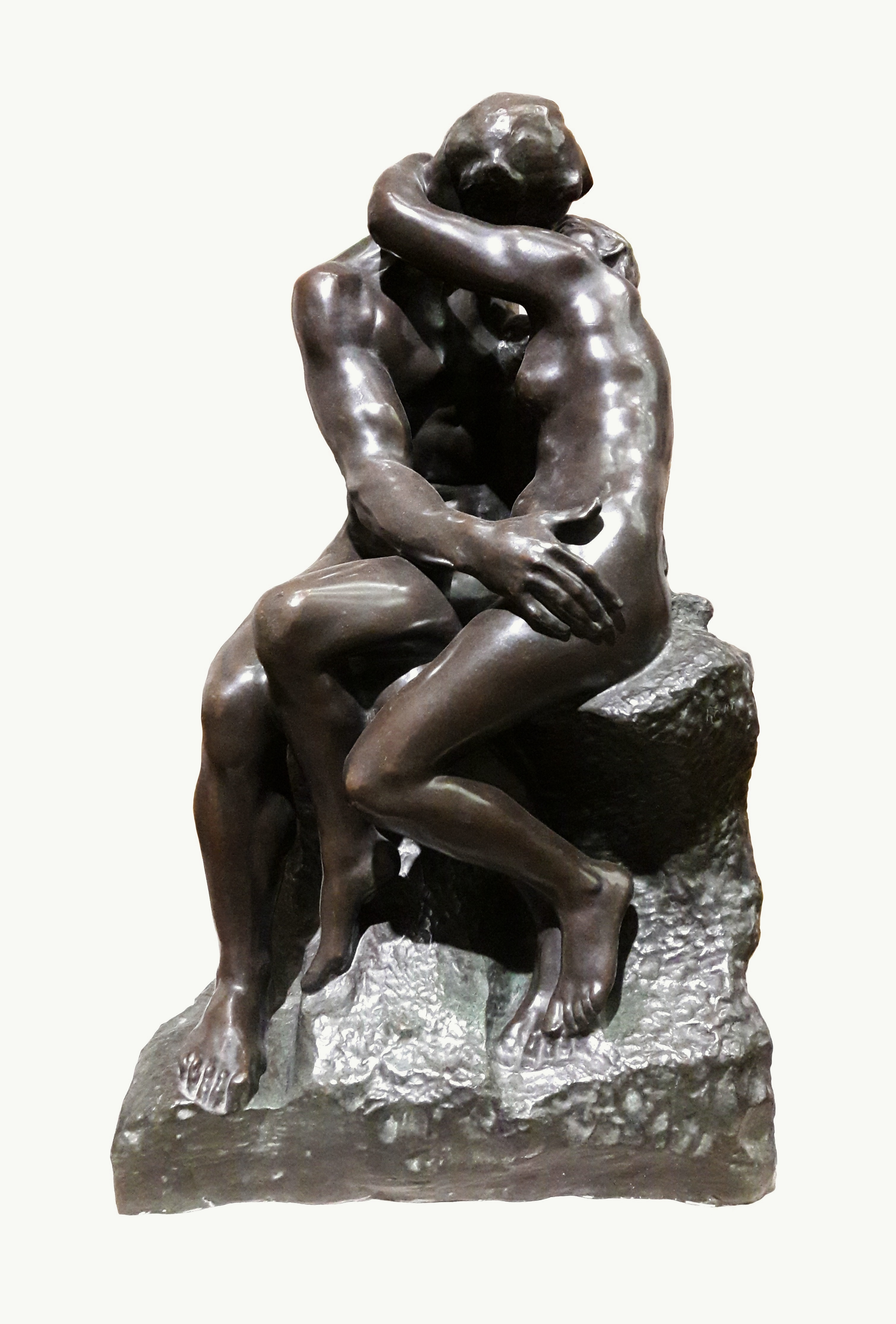
Una versione in bronzo della Barbedienne, oggi a Varsavia.
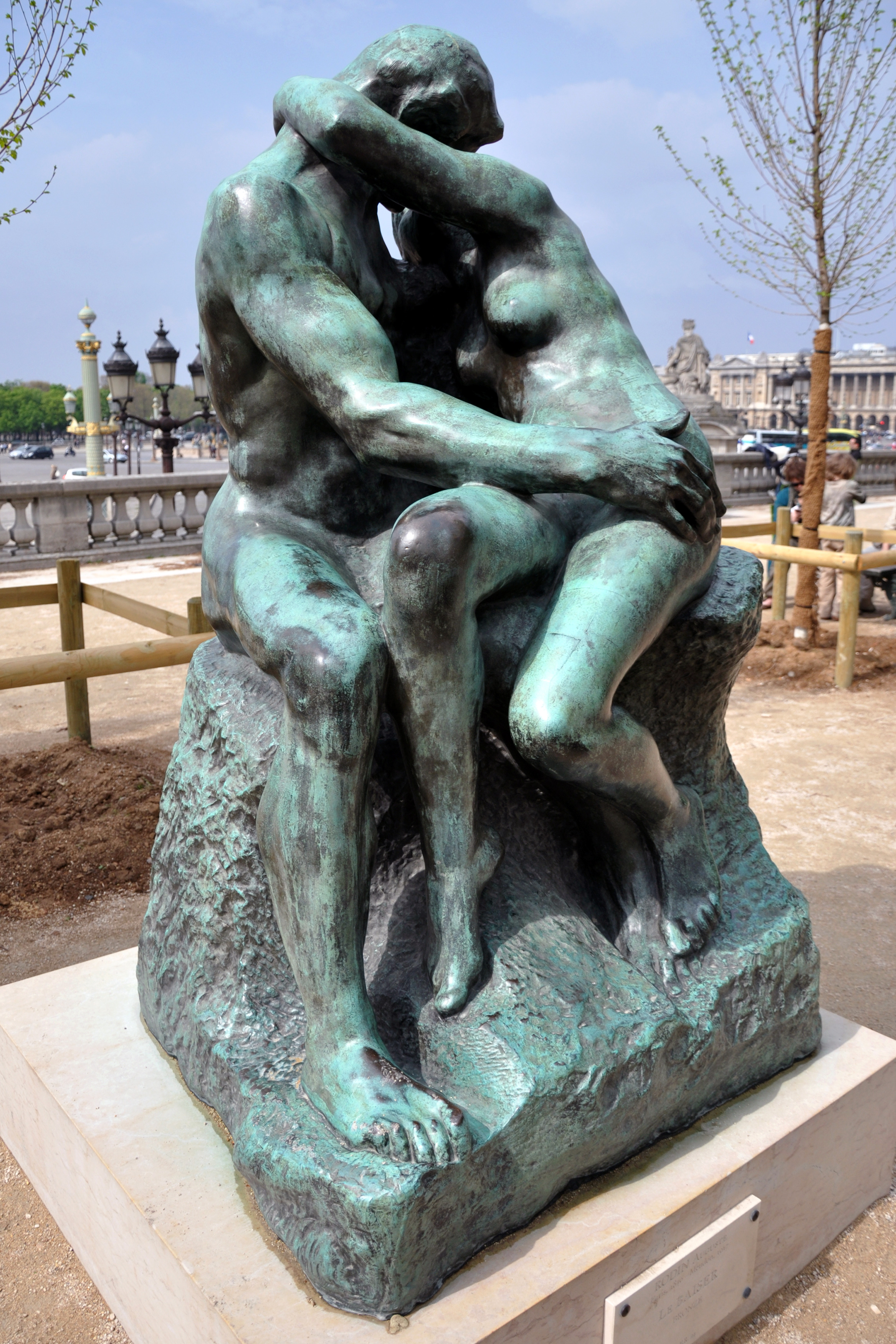
La copia bronzea nel giardino delle Tuileries.